# علم الأحياء الشعبي
علم الأحياء الشعبي
علم الأحياء الشعبي ، أو folkbiology
دراسة معرفية لكيفية وسبب تصنيف الناس للعالم العضوي .
البشر في كل مكان يتجهون في تصنيف الحيوانات والنباتات إلى الأنواع الشبيهة.
العلاقة بين التصنيف الشعبي والتصنيف العلمي يمكن أن يساعد في فهم كيفية نظرية النشوء والارتقاء.